# Östra Stackmora
Östra Stackmora is een plaats in de gemeente Orsa in het landschap Dalarna en de provincie Dalarnas län in Zweden. De plaats heeft 168 inwoners (2005) en een oppervlakte van 58 hectare.
Nabij het dorpshuis (de bystuga) wordt ieder jaar ter ere van het aanbreken van de zomer een traditionele feestdag (maistångenrisning) gehouden. Er wordt dan een met berkenbladeren versierde boom geplant. Vooraf is er een optocht door het dorp in klederdracht met een traditionele muziekgroep. Na het planten wordt er gepicknickt en later op de avond gefeest met drank en eten. Jonge meisjes plukken bloemen om ze als kransen te dragen. 's Avonds worden de kransen onder het kussen bewaard, wat geluk zou brengen bij het vinden van een partner. De dag wordt traditioneel beschouwd als de start van de zomer. Oud-inwoners keren terug naar hun dorp bij de viering. In het moderne Zweden worden midzomeravonden (midsommarafton) en -dagen (midsommardagen) gevierd tussen 19 juni tot 25 juni. Het zijn er de belangrijkste feestdagen van het jaar.